# Тетлин (Аляска)
Тетлин (англ. Tetlin, верхний танана: Teełąy) — статистически обособленная местность в зоне переписи населения Саутист-Фэрбанкс, штат Аляска, США.

## География
Деревня расположена вдоль реки Тетлин, между озером Тетлин и рекой Танана, примерно в 32 км к юго-востоку от статистически-обособленной местности Ток. Деревня находится в пределах национального резервата дикой природы Тетлин. Соединена грунтовой дорогой с Аляскинской трассой.
Площадь статистически обособленной местности составляет 186,4 км², из которых 182,4 км² — суша и 4,0 км² — открытые водные пространства.

## Население
По данным переписи 2000 года, население обособленной местности составляло 117 человек. Расовый состав: коренные американцы — 94,87 %; белые — 2,56 %; представители двух и более рас — 2,56 %.
Из 42 домашних хозяйств в 26,2 % — воспитывали детей в возрасте до 18 лет, 19,0 % представляли собой совместно проживающие супружеские пары, в 23,8 % семей женщины проживали без мужей, 38,1 % не имели семьи. 28,6 % от общего числа семей на момент переписи жили самостоятельно, при этом 4,8 % составили одинокие пожилые люди в возрасте 65 лет и старше. В среднем домашнее хозяйство ведут 2,79 человек, а средний размер семьи — 3,46 человек.
Доля лиц в возрасте младше 18 лет — 27,4 %; лиц в возрасте от 18 до 24 лет — 15,4 %; от 25 до 44 лет — 29,1 %; от 45 до 64 лет — 19,7 % и лиц старше 65 лет — 8,5 %. Средний возраст населения — 30 лет. На каждые 100 женщин приходится 178,6 мужчин; на каждые 100 женщин в возрасте старше 18 лет — 203,6 мужчин.
Средний доход на домашнее хозяйство составляет $12 250; средний доход на семью — $18 750. Средний доход на душу населения — $7372.